# Sarah Records
Sarah Records var ett Bristol-baserat skivbolag startat 1987 av Clare Wadd och Matt Haynes associerat med den brittiska indie- och twee-scenen. Bolagets mål var att släppa 100 av världens bästa popskivor och när de 1995 gett ut just etthundra sjutums vinylsinglar med band såsom Sea Urchins, Field Mice, Orchids och Heavenly lades bolaget ner. Matt har dock fortsatt ge ut relaterade skivor på Shinkansen Recordings.

## Band
- 14 Iced Bears
- Aberdeen
- Action Painting!
- Another Sunny Day
- Blueboy
- Boyracer
- Brighter
- Christine's Cat
- East River Pipe
- Eternal
- Even As We Speak
- The Field Mice
- The Forever People
- Gentle Despite
- The Golden Dawn
- The Harvest Ministers
- Harvey Williams
- Heavenly
- The Hit Parade
- Ivy
- Northern Picture Library
- The Orchids
- The Poppyheads
- The Rosaries
- The Sea Urchins
- Secret Shine
- Shelley
- The Springfields
- St. Christopher
- The Sugargliders
- The Sweetest Ache
- Talulah Gosh!
- Tramway
- The Wake